# Abablemma discipuncta
Abablemma discipuncta là một loài bướm đêm trong họ Erebidae.